# Junghuhnia semisupiniformis
Junghuhnia semisupiniformis es una especie de hongo de la familia Phanerochaetaceae.

## Clasificación y descripción de la especie
Este polyporáceo, que se caracteriza por presentar basidiomas pileados, está definido por el tamaño de las esporas ante las demás especies del género. Basidioma anual de 17 x 14 x 2 mm, efuso-reflejado, correoso. Píleo de color amarillo pálido, a amarillo brillante, de pubescente a glabro, con líneas radiales. Margen redondeado, estéril, de color amarillo pálido. Himenóforo con poros de color anaranjado pálido a anaranjado brillante, de 5-7 por mm, angulares, con el borde de lacerado a fi mbriado. Tubos de hasta 1 mm de grosor, de color amarillo pálido. Contexto de color blanquecino amarillento, a amarillo pálido, de hasta 1 mm de grosor, correoso, simple. Sistema hifal dimítico, con hifas generativas de 2-5 μm de diámetro, fíbuladas, hialinas, inamiloides, de paredes delgadas, de simples a poco ramificadas. Hifas esqueléticas de 3-6.4 μm de diámetro, dominando en el basidioma, de hialinas a amarillentas, no ramificadas en el contexto, ligeramente ramificadas en la trama. Cistidios de 50-120 x 6.4-12 μm, clavados a cilíndricos, incrustados, abundantes en la trama originándose de las hifas esqueléticas, algunos se proyectan en el himenio. Basidiosporas de 4.0-5.0 x 3.2-4.0 μm, elipsoides a subglobosas, lisas, de paredes delgadas, hialinas, inamiloides.

## Distribución de la especie
En México se encuentra en los estados de Querétaro y Veracruz. También se ha registrado en Italia.

## Ambiente terrestre
Esta especie crece sobre madera muerta de angiospermas en bosques de encino (Quercus), mesófilo de montaña y tropical subperennifolio. Ocasiona pudrición blanca.

## Estado de conservación
Se conoce muy poco de la biología y hábitos de los hongos, por eso la mayoría de ellos no se han evaluado para conocer su estatus de riesgo (Norma Oficial Mexicana 059).